# Денніс Прат
Денніс Прат (нід. Dennis Praet, нар. 14 травня 1994, Левен) — бельгійський футболіст, півзахисник клубу «Антверпен».

## Ігрова кар'єра
Народився 14 травня 1994 року в місті Левен. Вихованець юнацьких команд футбольних клубів «Мотброк», «Стад Левен», «Генк» і «Андерлехт».
У дорослому футболі дебютував 2011 року виступами за команду клубу «Андерлехт», в якій провів п'ять сезонів, взявши участь у 104 матчах чемпіонату.  Більшість часу, проведеного у складі «Андерлехта», був основним гравцем команди.
Своєю грою за цю команду привернув увагу представників тренерського штабу клубу «Сампдорія», до складу якого приєднався 2016 року. Відіграв за генуезький клуб наступні три сезони своєї ігрової кар'єри. Граючи у складі «Сампдорії» також здебільшого виходив на поле в основному складі команди.
До складу клубу «Лестер Сіті» приєднався 2019 року. За два сезони відіграв за команду з Лестера 42 матчі в національному чемпіонаті.
31 серпня 2021 року на правах оренди з правом подальшого викупу за 15 мільйонів євро перейшов до італійського «Торіно».

## Виступи за збірні
2009 року дебютував у складі юнацької збірної Бельгії, взяв участь у 33 іграх на юнацькому рівні, відзначившись 5 забитими голами.
З 2012 року залучається до складу молодіжної збірної Бельгії. На молодіжному рівні зіграв в 17 офіційних матчах, забив 2 голи.
У листопаді 2014 року дебютував в офіційних матчах у складі національної збірної Бельгії.

## Статистика виступів

### Статистика клубних виступів
Станом на 3 липня 2021
| Сезон                   | Команда                 | Чемпіонат               | Чемпіонат | Чемпіонат | Національний кубок | Національний кубок | Національний кубок | Континентальні кубки | Континентальні кубки | Континентальні кубки | Інші змагання | Інші змагання | Інші змагання | Усього | Усього |
| Сезон                   | Команда                 | Ліга                    | Ігор      | Голів     | Ліга               | Ігор               | Голів              | Ліга                 | Ігор                 | Голів                | Ліга          | Ігор          | Голів         | Ігор   | Голів  |
| ----------------------- | ----------------------- | ----------------------- | --------- | --------- | ------------------ | ------------------ | ------------------ | -------------------- | -------------------- | -------------------- | ------------- | ------------- | ------------- | ------ | ------ |
| 2011–12                 | «Андерлехт»             | Л1                      | 7         | 0         | КБ                 | 2                  | 1                  | ЛЄ                   | 0                    | 0                    | -             | -             | -             | 9      | 1      |
| 2012–13                 | «Андерлехт»             | Л1                      | 21+6      | 2         | КБ                 | 6                  | 2                  | ЛЧ                   | 6                    | 1                    | СКБ           | 1             | 1             | 40     | 6      |
| 2013–14                 | «Андерлехт»             | Л1                      | 28+9      | 3+2       | КБ                 | 2                  | 0                  | ЛЧ                   | 6                    | 0                    | СКБ           | 1             | 0             | 46     | 5      |
| 2014–15                 | «Андерлехт»             | Л1                      | 20+10     | 5+2       | КБ                 | 2                  | 1                  | ЛЧ+ЛЄ                | 6+0                  | 1                    | СКБ           | 1             | 0             | 39     | 9      |
| 2015–16                 | «Андерлехт»             | Л1                      | 25        | 4         | КБ                 | 0                  | 0                  | ЛЄ                   | 7                    | 0                    | -             | -             | -             | 32     | 4      |
| 2016-17                 | «Андерлехт»             | Л1                      | 1         | 0         | КБ                 | 0                  | 0                  | ЛЄ                   | 1                    | 0                    | -             | -             | -             | 2      | 0      |
| Усього за Андерлехт     | Усього за Андерлехт     | Усього за Андерлехт     | 139       | 20        |                    | 12                 | 4                  |                      | 28                   | 2                    |               | 3             | 1             | 182    | 27     |
| 2016-17                 | «Сампдорія»             | А                       | 32        | 1         | КІ                 | 2                  | 0                  | -                    | -                    | -                    | -             | -             | -             | 34     | 1      |
| 2017-18                 | «Сампдорія»             | А                       | 32        | 1         | КІ                 | 3                  | 0                  | -                    | -                    | -                    | -             | -             | -             | 35     | 1      |
| 2018-19                 | «Сампдорія»             | А                       | 34        | 2         | КІ                 | 3                  | 0                  | -                    | -                    | -                    | -             | -             | -             | 37     | 2      |
| Усього за «Сампдорію»   | Усього за «Сампдорію»   | Усього за «Сампдорію»   | 98        | 4         |                    | 8                  | 0                  |                      | -                    | -                    |               | -             | -             | 106    | 4      |
| 2019–20                 | «Лестер Сіті»           | ПЛ                      | 27        | 1         | КА+КЛ              | 4+5                | 0                  | -                    | -                    | -                    | -             | -             | -             | 36     | 1      |
| 2020–21                 | «Лестер Сіті»           | ПЛ                      | 15        | 1         | КА+КЛ              | 2+1                | 0                  | ЛЄ                   | 6                    | 1                    | -             | -             | -             | 24     | 2      |
| Усього за «Лестер Сіті» | Усього за «Лестер Сіті» | Усього за «Лестер Сіті» | 42        | 2         |                    | 12                 | 0                  |                      | 6                    | 1                    |               |               |               | 60     | 3      |
| Усього за кар'єру       | Усього за кар'єру       | Усього за кар'єру       | 269       | 26        |                    | 32                 | 4                  |                      | 34                   | 3                    |               | 3             | 1             | 348    | 34     |

### Статистика виступів за збірну
Станом на 11 червня 2022 року
| Дата       | Місто           | Господарі  | Результат | Гості      | Турнір                               | Голи | Примітки |
| ---------- | --------------- | ---------- | --------- | ---------- | ------------------------------------ | ---- | -------- |
| 12-11-2014 | Брюссель        | Бельгія    | 3 – 1     | Ісландія   | товариський матч                     | -    | 76'      |
| 16-10-2018 | Брюссель        | Бельгія    | 1 – 1     | Нідерланди | товариський матч                     | -    | 46'      |
| 24-3-2019  | Нікосія         | Кіпр       | 0 – 2     | Бельгія    | Відбір до ЧЄ 2020                    | -    | 89'      |
| 6-9-2019   | Серравалле      | Сан-Марино | 0 – 4     | Бельгія    | Відбір до ЧЄ 2020                    | -    | 76'      |
| 13-10-2019 | Нур-Султан      | Казахстан  | 0 – 2     | Бельгія    | Відбір до ЧЄ 2020                    | -    |          |
| 19-11-2019 | Брюссель        | Бельгія    | 6 – 1     | Кіпр       | Відбір до ЧЄ 2020                    | -    | 68'      |
| 5-9-2020   | Копенгаген      | Данія      | 0 – 2     | Бельгія    | Ліга націй УЄФА 2020-2021 - 1-й етап | -    | 57'      |
| 11-11-2020 | Левен           | Бельгія    | 2 – 1     | Швейцарія  | товариський матч                     | -    |          |
| 15-11-2020 | Левен           | Бельгія    | 2 – 0     | Англія     | Ліга націй УЄФА 2020-2021 - 1-й етап | -    | 83'      |
| 30-3-2021  | Левен           | Бельгія    | 8 – 0     | Білорусь   | Відбір до ЧС 2022                    | 1    | 71'      |
| 3-6-2021   | Брюссель        | Бельгія    | 1 – 1     | Греція     | товариський матч                     | -    |          |
| 12-6-2021  | Санкт-Петербург | Бельгія    | 3 – 0     | Росія      | ЧЄ 2020 - 1-й етап                   | -    | 77'      |
| 2-7-2021   | Мюнхен          | Бельгія    | 1 – 2     | Італія     | ЧЄ 2020 - чвертьфінал                | -    | 74'      |
| 8-9-2021   | Казань          | Білорусь   | 0 – 1     | Бельгія    | Відбір до ЧС 2022                    | 1    |          |
| 11-6-2022  | Кардіфф         | Уельс      | 1 – 1     | Бельгія    | Ліга націй УЄФА 2022-2023 - 1-й етап | -    | 72'      |
| Усього     |                 | Матчів     | 15        |            | Голів                                | 2    |          |

| Дата       | Місто           | Господарі         | Результат | Гості      | Турнір                             | Голи | Примітки |
| ---------- | --------------- | ----------------- | --------- | ---------- | ---------------------------------- | ---- | -------- |
| 6-9-2012   | Беверен         | Бельгія           | 1 – 3     | Норвегія   | Кваліфікація молодіжного Євро-2013 | -    | 33'      |
| 5-2-2013   | Мехелен         | Бельгія           | 1 – 1     | Іспанія    | Товариський матч                   | -    | 59'      |
| 25-3-2013  | Левен           | Бельгія           | 2 – 0     | Кіпр       | Кваліфікація молодіжного Євро-2015 | -    |          |
| 29-5-2013  | Єр              | Бельгія           | 1 – 2     | Бразилія   | Товариський матч                   | -    |          |
| 31-5-2013  | Нім             | Бельгія           | 0 – 2     | Португалія | Товариський матч                   | -    |          |
| 11-10-2013 | Лурган          | Північна Ірландія | 0 – 1     | Бельгія    | Кваліфікація молодіжного Євро-2015 | -    | 68'      |
| 15-11-2013 | Горні Мілановац | Сербія            | 2 – 2     | Бельгія    | Кваліфікація молодіжного Євро-2015 | -    | 89'      |
| 5-3-2014   | Ауд-Геверле     | Бельгія           | 0 – 3     | Сербія     | Кваліфікація молодіжного Євро-2015 | -    |          |
| 5-9-2014   | Ларнака         | Кіпр              | 0 – 6     | Бельгія    | Кваліфікація молодіжного Євро-2015 | -    |          |
| 4-9-2015   | Єлгава          | Латвія            | 0 – 2     | Бельгія    | Кваліфікація молодіжного Євро-2017 | 1    | кап.     |
| 9-10-2015  | Левен           | Бельгія           | 2 – 0     | Мальта     | Кваліфікація молодіжного Євро-2017 | -    | кап.     |
| 23-3-2016  | Кишинів         | Молдова           | 0 – 2     | Бельгія    | Кваліфікація молодіжного Євро-2017 | -    | кап.     |
| 28-3-2016  | Левен           | Бельгія           | 1 – 2     | Чорногорія | Кваліфікація молодіжного Євро-2017 | -    | кап.     |
| 2-9-2016   | Паола           | Мальта            | 2 – 3     | Бельгія    | Кваліфікація молодіжного Євро-2017 | -    | кап. 46' |
| 6-9-2016   | Левен           | Бельгія           | 2 – 1     | Чехія      | Кваліфікація молодіжного Євро-2017 | 1    | кап. 73' |
| Усього     |                 | Матчів            | 15        |            | Голів                              | 2    |          |

## Титули і досягнення
- Чемпіон Бельгії (3):

«Андерлехт»: 2011-12, 2012-13, 2013-14
- Володар Суперкубка Бельгії (3):

«Андерлехт»: 2012, 2013, 2014
- Володар Кубка Англії (1):

«Лестер Сіті»: 2020-21
- Володар Суперкубка Англії (1):

«Лестер Сіті»: 2021